# Henry Heimlich
Henry Judah Heimlich, född 3 februari 1920 i Wilmington i Delaware, död 17 december 2016 i Cincinnati i Ohio, var en amerikansk läkare som framförallt var känd för att vara mannen bakom den så kallade heimlichmanövern. 
Idag är heimlichmanövern etablerad som ett sätt att få loss föremål som fastnat i luftvägarna. Heimlich ansåg även att metoden kan användas efter drunkningsolyckor, vilket inte vunnit allmänt gehör. Mer kontroversiellt är att Heimlich ansåg att metoden bör användas istället för medicinering vid astma. Patienten skall bland annat genomföra så kallade "minimanövrar" på sig själv kontinuerligt under dagen.
2016 fick Heimlich själv för första gången tillfälle att använda manövern, vid 96 års ålder. Han räddade en 87-årig kvinna som bodde på samma ålderdomshem som Heimlich, när hon satte mat i halsen.
Under senare år blev Heimlich även en aktiv förespråkare av malariaterapi för att behandla främst aids men även borrelia och cancer. Detta gjorde honom mycket kontroversiell.
Asteroiden 10637 Heimlich är uppkallad efter honom.